# Hypsibarbus vernayi
Hypsibarbus vernayi är en fiskart som först beskrevs av Norman 1925.  Hypsibarbus vernayi ingår i släktet Hypsibarbus och familjen karpfiskar. IUCN kategoriserar arten globalt som livskraftig. Inga underarter finns listade i Catalogue of Life.